# Sonnenblatt
Ein Sonnenblatt oder Lichtblatt ist ein Laubblatt einer Pflanze, welches an lichtreiche Umgebung angepasst ist. Bei Laubbäumen befinden sich Sonnenblätter besonders im äußeren Teil der Krone oder auf der sonnenzugewandten Seite, während sich die Blätter im Inneren der Krone sowie auf der Schattenseite zu Schattenblättern entwickeln. Sonnenblätter besitzen ein deutlich umfangreicheres Palisadenparenchym (Palisadengewebe) sowie ein ausgeprägteres Schwammparenchym (Schwammgewebe). Sonnenblätter enthalten auch mehr lösliches Protein, insbesondere das Enzym RuBisCO. 
Im Zusammenhang mit der erhöhten Lichteinstrahlung ist auch die veränderte Transpiration wichtig. Sonnenblätter sind oft dick und relativ kleinflächig, während Schattenblätter dünn und relativ groß sind.

Blutbuche
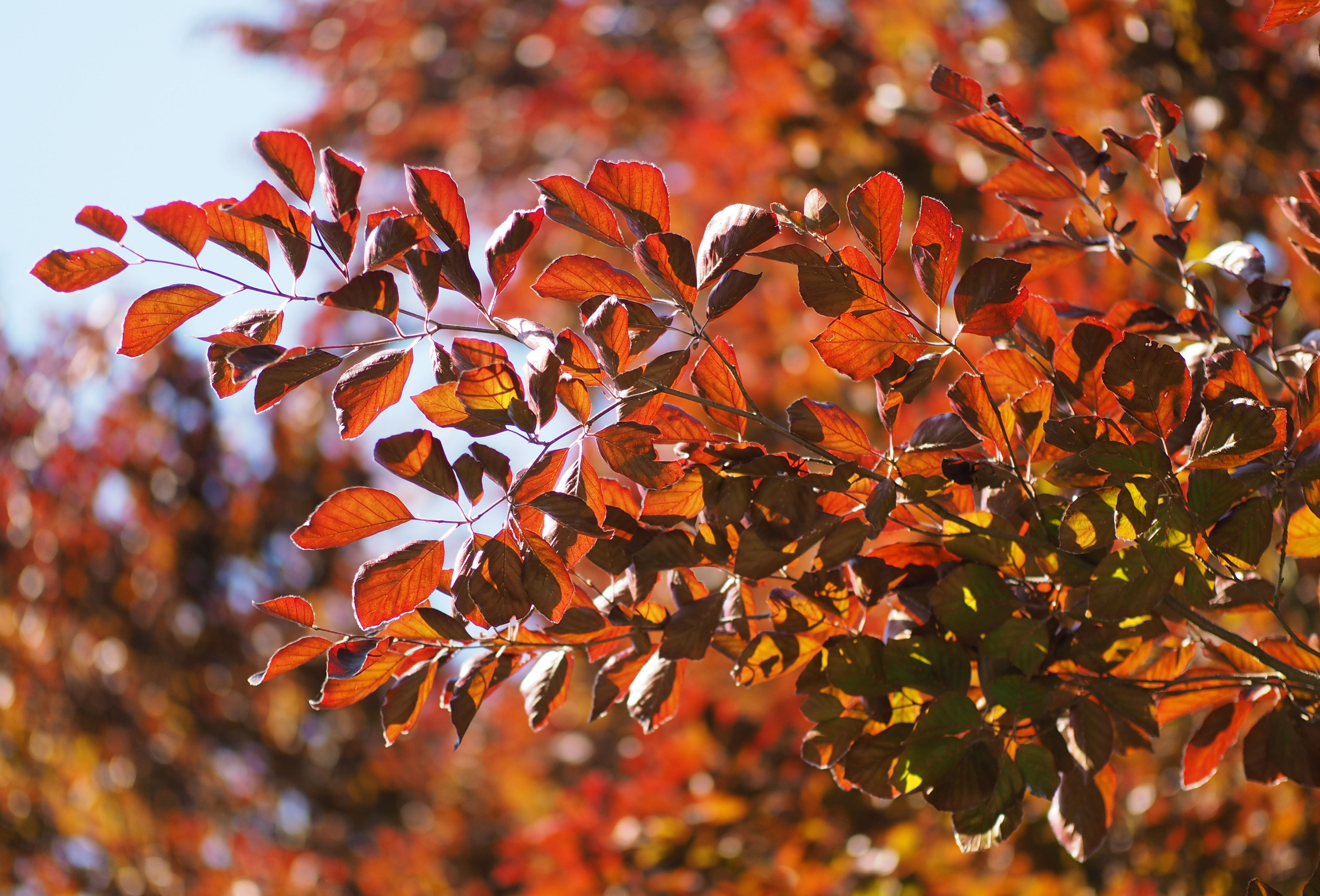
Sonnenblätter (Ende Mai)
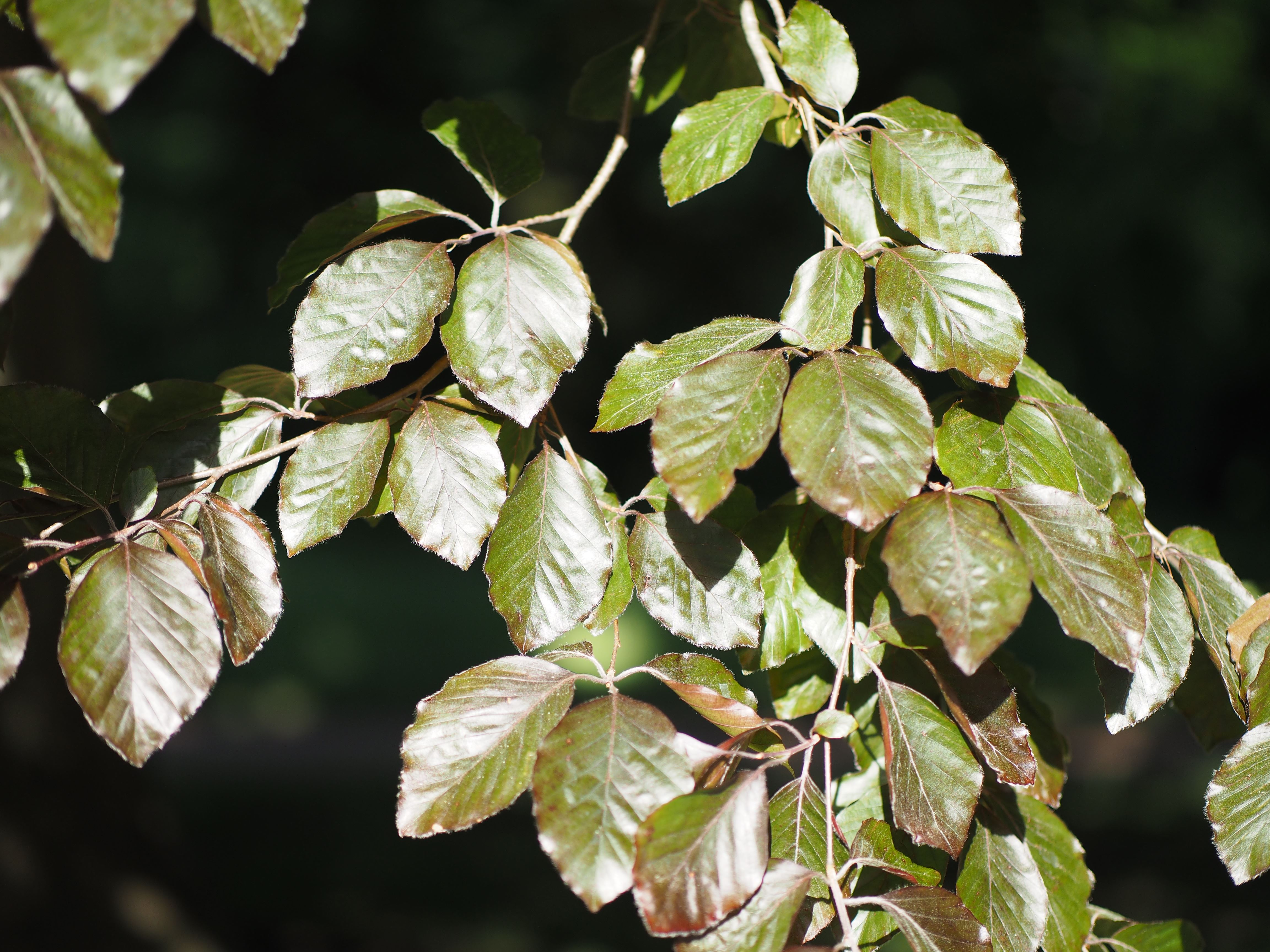
Schattenblätter (Ende Mai)